# 로버트 미첨
로버트 찰스 더먼 미첨(영어: Robert Charles Durman Mitchum, 1917년 8월 6일 ~ 1997년 7월 1일)은 미국의 배우, 작가, 가수이다. 배우 존 미첨의 형이기도 한 미첨은 필름 누아르 스타일의 몇몇 작품에서 주연으로 활약한 것으로 잘 알려져 있으며 1950년대와 1960년대 영화에서 반영웅의 선구자로 활동했다.

## 출연
- 백파이어 (Backfire!, 1995)
- 데드 맨 (Dead Man, 1995) - 존 디킨스 역
- 장미의 형제 (Brotherhood Of The Rose, 1988)
- 미스터 노스 (Mr. North, 1988) - 제임스 맥헨리 보스워스 역
- 스크루지 (Scrooged, 1988) - 프레스턴 역
- 의혹의 메시지 (The Ambassador, 1984) - 피터 역
- 마리아스 러버 (Maria's Lovers, 1984) - 비빅 역
- 미드 웨이 (Midway, 1976) - 불 역
- 마지막 거물 (The Last Tycoon, 1976) - 팻 브래디 역
- 암흑가의 결투 (The Yakuza, 1975) - 해리 킬머 역
- 야쿠자 (1975) - 해리 킬머 역
- 신의 분노 (The Wrath of God, 1972)
- 라이언의 딸 (Ryan's Daughter, 1970) - 찰스 역
- 빌라 라이즈 (Villa Rides, 1968) - 리 아놀드 역
- 안지오의 영웅들 (Anzio, 1968)
- 엘도라도 (El Dorado, 1966) - 엘도라도 보안관 J.P
- 루이자의 선택 (What a Way to Go!, 1964)
- 맨 인 더 미들 (Man in the Middle, 1964)
- 에이드리언 메신저 (The List of Adrian Messenger, 1963) - 카메오 역
- 케이프 피어 (Cape Fear, 1962) - 맥스 케이디 역
- 남의 것이 더 좋아 (The Grass Is Greener, 1960) - 찰스 델라크로 역
- 미스터 앨리슨 (Heaven Knows, Mr
- 사냥꾼의 밤 (The Night of the Hunter, 1955)
- 돌아오지 않는 강 (River of No Return, 1954) - 매트 역
- 엔젤 페이스 (Angel Face, 1953)
- 러스티 맨 (The Lusty Men, 1952) - 제프 맥클라우드 역
- 레이첼과 이방인 (Rachel and the Stranger, 1948)
- 과거로부터 (Out of the Past, 1947) - 제프 베일리 역